# Коефіцієнт підйомної сили
Коефіцієнт підйомної сили (позначається CL, CN абоCz) це безрозмірний коефіцієнт, що являє собою відношення підйомної сили, яка утворюється корпусом-носієм до густини потоку довкола тіла, швидкості потоку і відповідної умовної площі поверхні. Корпус-носій це профіль або суцільний корпус, що містить носійні поверхні такий як літальний апарат з нерухомим крилом. CL це функція кута атаки повітряного потоку щодо тіла, його число Рейнольдса і його число Маха. Коефіцієнт підйомної сили cl належить до динамічних характеристик підйомної сили двовимірного перетину профілю, в якому площина поверхні замінюється хордою профілю.

## Визначення коефіцієнту підйомної силиCL
Коефіцієнт підйомної сили CL визначається за формулою
{\displaystyle C_{\mathrm {L} }={\frac {L}{{\frac {1}{2}}\rho v^{2}S}}={\frac {2L}{\rho v^{2}S}}={\frac {L}{qS}}} ,
де
{\displaystyle L\,} це підйомна сила, {\displaystyle \rho \,} це потоку густина, {\displaystyle v\,} це істина повітряна швидкість, {\displaystyle S\,} це площа планформи і {\displaystyle q\,} — динамічний тиск потоку.
Коефіцієнт підйомної сили можна апроксимувати використовуючи теорію підйомної лінії, яка чисельно розраховується або вимірюється при випробуваннях в аеродинамічній трубі для повної конфігурації літака.

## Коефіцієнт підйомної сили профілю

Типова крива, яка показує відношення коефіцієнту підйомної сили профілю до кута атаки для вигнутого профілю крила

Коефіцієнт підйомної сили використовують як характеристику конкретної форми (або перетину) аеродинамічного профілю. У такому застосуванні він називається коефіцієнт підйомної сили профілю {\displaystyle c_{\text{l}}}. Для конкретного профілю крила, прийнято показувати відношення між коефіцієнтом підйомної сили і кутом атаки. Також корисною є характеристика, яка показує відношення між коефіцієнтом підйомної сили і коефіцієнтом аеродинамічного опору.
Коефіцієнт підйомної сили профілю оснований на двовимірному потоці довкола крила з нескінченним розмахом і незмінним поперечним перерізом, таким що підйомна сила не залежить від поздовжніх параметрів і визначається в термінах {\displaystyle l}, підйомна сила на одиницю розмаху крила. Тоді визначення буде наступним:
{\displaystyle c_{\text{l}}={\frac {l}{{\frac {1}{2}}\rho v^{2}c}},}
де {\displaystyle c\,} це хорда профілю крила. Це повністю аналогічно для коефіцієнту аеродинамічного опору, оскільки хорду можна інтерпретувати як «поверхню на одиницю розмаху».
Для заданого кута атаки, cl можна порахувати наближено з використанням теорії тонкого профілю, розрахувати чисельно або визначити за допомогою випробувань в аеродинамічній трубі, із тестовим зразку обмеженої довжини, із використанням торцевих пластин розроблених для покращення тривимірних ефектів. Графіки коефіцієнту cl по відношенню до зміни кута атаки мають однакову загальну форму для всіх профілів, але конкретні числа будуть змінюватись. Вони показують майже лінійне збільшення коефіцієнту підйомної сили із збільшенням кута атаки із деяким конкретним нахилом. Для тонкого профілю крила будь-якої форми нахил кривої коефіцієнту дорівнює π2/90 ≃ 0.11 на градус. При збільшенні кута атаки буде досягнуте максимальне значення на кривій, після якого, коефіцієнт підйомної сили буде зменшуватись. Кут, на якому коефіцієнт підйомної сили буде максимальним, називається кутом звалювання профілю крила, який приблизно дорівнює від 10 до 15 градусів для типових профілів крила.
Для симетричних профілів також будують графіки для cl на від'ємних кутах атаки, симетрично до осі cl, крім того у будь-якого
профілю із позитивним вигином, тобто асиметричним, опуклим зверху, буде невеликий, але позитивний коефіцієнт підйомної сили при кутах атаки нижче нуля. Це кут, який при cl = 0 буде негативним. В таких профілях на нульових кутах атаки тиск на верхній поверхні профілю нижчий ніж на ніжній поверхні.